# 品红 (化合物)
品紅（英語：fuchsine，fuchsin）又稱複紅、苯胺紅基、一品紅基、鹼式一品紅、鹽酸玫瑰苯胺（rosaniline hydrochloride），為一顏料，其溶入蒸餾水後通入二氧化硫所製得溶液稱為希夫試劑，可用來檢測醛類。

## 名稱拼寫問題
一般認為品紅的英語正規拼法是“fuchsine”，有代表胺類的字尾e，常用於印染工業文獻；但也接受變異拼法“fuchsin”，常見於與顯微鏡標本染色的相關文獻中。

## 特性
溶於水時是紅色液態，固態是深綠色晶體。

## 用途
品紅可用於染色細菌、染色紡織品、消毒劑等。

## 配製方法
將苯胺、鄰-甲苯胺、對-甲苯胺、及它們的氯化氫化合物等混合，和硝基苯進行氧化作用。或硝基苯及鄰-硝基甲苯，在氯化亞鐵、氧化亞鐵及氯化鋅共存下混合、行中和作用產生鹼類而得。

## 歷史
品紅由它的製造商 Renard frères et Franc 命名，其來源有兩種說法：一說是來自倒掛金鐘花的顏色，這種花是以植物學家莱昂哈特·福克斯命名的；另一說作為德語中將製造商的名稱「Renard」翻譯成「fuchs」，這個字同時有「狐狸」的意思，因此有雙關語的妙趣。1861年的一份文獻「Répertoire de Pharmacie」表示品紅是同時根據上述兩種理由命名的。

## 酸性品紅
酸性品紅除了修改的磺酸基外，是一種鹼性品紅的同源混合物。擁有十二個可能的異構體，其性质略有不同。